# Condado de Hopkins (Texas)
O condado de Hopkins é um dos 254 condados do estado norte-americano do Texas. A sede do condado é Sulphur Springs, e sua maior cidade é Sulphur Springs.
O condado possui uma área de 2 053 km² (dos quais 27 km² estão cobertos por água), uma população de 31 960 habitantes, e uma densidade populacional de 16 hab/km² (segundo o censo nacional de 2000).
O condado foi criado em 1846.